# Élément monoisotopique
Ne doit pas être confondu avec élément mononucléidique, élément avec un seul isotope significativement abondant.
Un élément monoisotopique est un élément ne possédant qu'un seul isotope stable. À l'heure actuelle, on dénombre 26 éléments monoisotopiques.

## Caractérisation
Les éléments monoisotopiques sont caractérisés, à une exception, par un nombre de protons (Z) impair et un nombre de neutrons pair. Du fait du gain d'énergie par effets d'appariement nucléaire, un nombre impair provoque une instabilité chez les isotopes à Z impair qui doit être au moins compensée par un ensemble de neutrons complètement appariés pour avoir un isotope stable.
Le seul élément monoisotopique qui échappe à la règle est le béryllium 9 qui possède 4 protons et 5 neutrons. Dans ce cas, l'isotope avec le même nombre de protons et de neutrons (4 de chaque) est trop instable, il se désintègre très facilement par double désintégration α qui est favorisée par la liaison extrêmement forte à l'intérieur du noyau d'hélium 4. Il ne peut pas avoir non plus d'isotope stable avec 4 protons et 6 neutrons car le ratio protons/neutrons est beaucoup trop déséquilibré pour un élément aussi léger (cependant, le béryllium 10, bien que radioactif, a une demi-vie de 1,36 million d'années — trop faible pour en faire un isotope primordial — ce qui indique une inhabituelle stabilité pour un isotope léger aussi déséquilibré).

## Différence avec les éléments mononucléidiques
L'ensemble des éléments monoisotopiques recouvre partiellement celui des 22 éléments mononucléidiques, caractérisés par le fait d'avoir un seul isotope présent dans la nature, mais il n'y est pas égal ou ne l'inclut pas. La raison est que si ces éléments ne possèdent qu'un seul isotope stable, ils peuvent posséder des radioisotopes primordiaux à durée de vie longue, et coexistent donc avec ces derniers dans la nature, formant parfois avec eux des mélanges, ce qui les empêche d'être mononucléidiques. 

C'est le cas de 7 éléments, le vanadium, le rubidium, l'indium, le lanthane, l'europium, le rhénium et le lutécium. Il arrive même parfois que l'isotope radioactif soit le plus abondant, voire représente la quasi-totalité de la fraction isotopique (cas de l'indium, dont plus de 95 % est présent sous la forme d'indium 115, radioactif).
Il faut ajouter à cela le cas de deux autres éléments : le bismuth et le thorium, éléments mononucléidiques primordiaux mais non monoisotopiques car, leur seul isotope présent dans la nature étant un radioisotope, ils ne possèdent donc pas d'isotope stable.

## Liste d'éléments monoisotopiques, par numéro atomique et masse
Les éléments non mononucléidiques sont marqués d'un astérisque, et leur radioisotope primordial à vie longue est donné. Dans deux cas notables (indium et rhénium), l'isotope le plus abondant est l'isotope légèrement radioactif, et dans le cas de l'europium, celui-ci représente presque la moitié de l'abondance naturelle.
1. Béryllium 9
2. Fluor 19
3. Sodium 23
4. Aluminium 27
5. Phosphore 31
6. Scandium 45
7. Vanadium 51*[3]
8. Manganèse 55
9. Cobalt 59
10. Arsenic 75
11. Rubidium 85*[4]
12. Yttrium 89
13. Niobium 93
14. Rhodium 103
15. Indium 113*[5]
16. Iode 127
17. Césium 133
18. Lanthane 139*[6]
19. Praséodyme 141
20. Europium 153*[7]
21. Terbium 159
22. Holmium 165
23. Thulium 169
24. Lutécium 175*[8]
25. Rhénium 185*[9]
26. Or 197

## Table  des éléments monoisotopiques
| Repère | Élément    | Nucléide | Z (p) | N (n) | Masse isotopique (u) |
| ------ | ---------- | -------- | ----- | ----- | -------------------- |
| 1      | béryllium  | 9Be      | 4     | 5     | 9,012182(3)          |
| 2      | fluor      | 19F      | 9     | 10    | 18,9984032(5)        |
| 3      | sodium     | 23Na     | 11    | 12    | 22,989770(2)         |
| 4      | aluminium  | 27Al     | 13    | 14    | 26.981 538(2)        |
| 5      | phosphore  | 31P      | 15    | 16    | 30,973761(2)         |
| 6      | scandium   | 45Sc     | 21    | 24    | 44,955910(8)         |
| 7      | vanadium   | 51V      | 23    | 28    | 50,9439595(11)       |
| 8      | manganèse  | 55Mn     | 25    | 30    | 54,938049(9)         |
| 9      | cobalt     | 59Co     | 27    | 32    | 58.933 200(9)        |
| 10     | arsenic    | 75As     | 33    | 42    | 74,92160(2)          |
| 11     | rubidium   | 85Rb     | 37    | 48    | 84,911789738(12)     |
| 12     | yttrium    | 89Y      | 39    | 50    | 88,90585(2)          |
| 13     | niobium    | 93Nb     | 41    | 52    | 92,90638(2)          |
| 14     | rhodium    | 103Rh    | 45    | 58    | 102,90550(2)         |
| 15     | indium     | 113In    | 49    | 64    | 112,904058(3)        |
| 16     | iode       | 127I     | 53    | 74    | 126.904 47(3)        |
| 17     | césium     | 133Cs    | 55    | 78    | 132,90545(2)         |
| 18     | lanthane   | 139La    | 57    | 82    |                      |
| 19     | praséodyme | 141Pr    | 59    | 82    | 140,90765(2)         |
| 20     | europium   | 153Eu    | 63    | 90    | 152,9212303(26)      |
| 21     | terbium    | 159Tb    | 65    | 94    | 158.925 34(2)        |
| 22     | holmium    | 165Ho    | 67    | 98    | 164,93032(2)         |
| 23     | thulium    | 169Tm    | 69    | 100   | 168.934 21(2)        |
| 24     | lutécium   | 175Lu    | 71    | 104   |                      |
| 25     | rhénium    | 185Re    | 75    | 110   | 184,9529550(13)      |
| 26     | or         | 197Au    | 79    | 118   | 196,96655(2)         |